# Ковальская, Эльжбета
Эльжбета Ковальская (урожд. Клапут; пол. Elżbieta Kowalska, род. 1 июня 1944, Варшава) — польская шахматистка, мастер ФИДЕ среди женщин (1989).

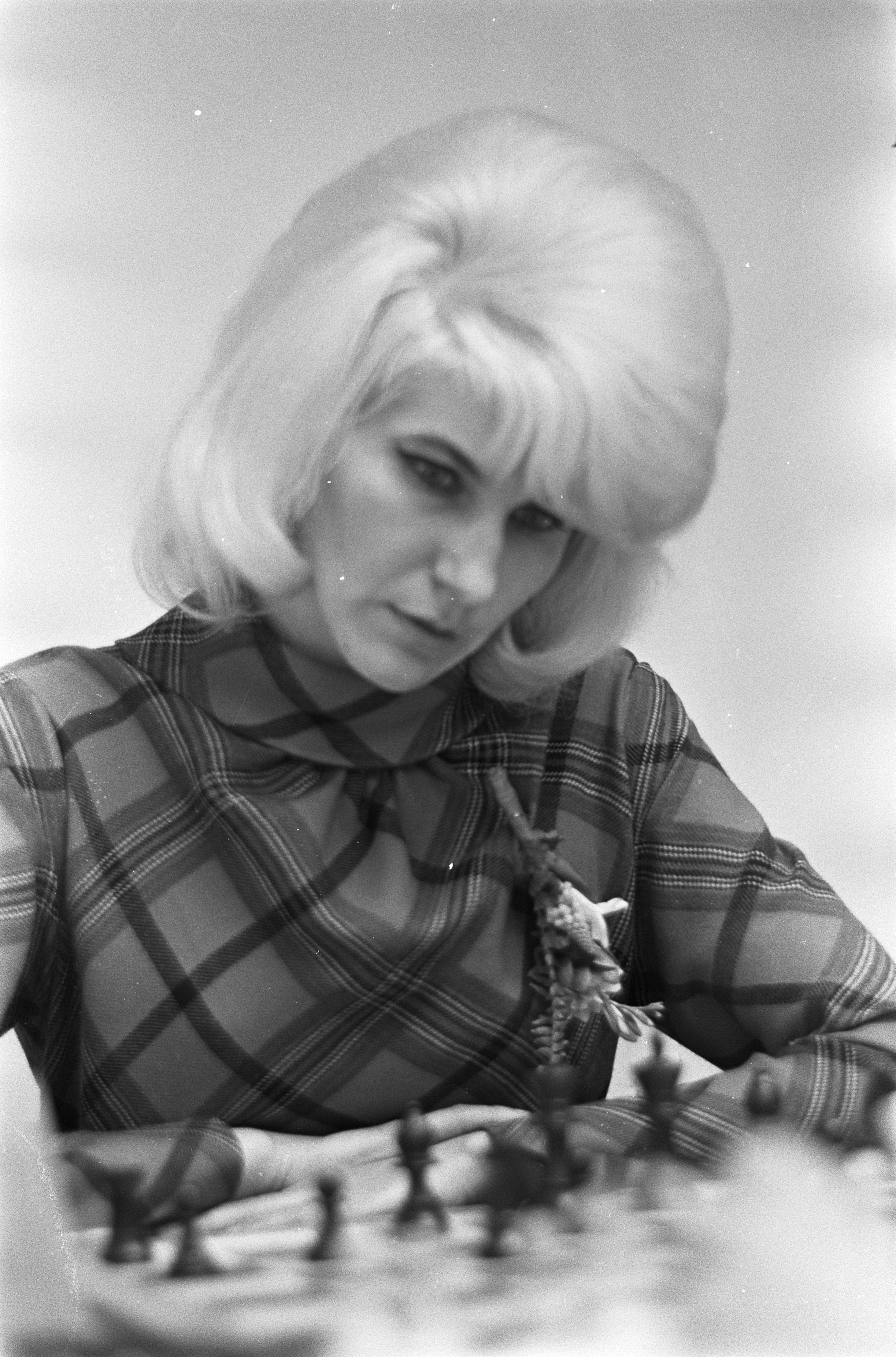
Во время турнира в Вейк-ан-Зее, 1968 г.

## Биография
Чемпионка Польши 1967 г. Всего в период с 1964 по 1983 гг. участвовала в 15 национальных чемпионатах.
В командных чемпионатах Польши выступала за команды «Hutnik Nowa Huta», «Start Lublin» и «Maraton Warszawa». Выступая за клуб «Hutnik Nowa Huta», стала серебряным призёром командного чемпионата Польши 1964 г. В составе клуба «Start Lublin» победила в командном чемпионате страны 1966 г. В составе клуба «Maraton Warszawa» победила в командных чемпионатах Польши 1968, 1970, 1973, 1974, 1975, 1976, 1977, 1979, 1981 и 1983 гг., стала серебряным призёром чемпионатов 1969 и 1972 гг., бронзовым призёром турниров 1978 и 1980 гг.
В составе сборной Польши участвовала в международном матче с командой ГДР (Цинновиц, 1973 г., 1½ из 4).
В 1979 г. стала победительницей турнира по швейцарской системе, проходившего в Варшаве. В том же году участвовала в сильном по составу турнире в Наленчуве (4 из 13, 12—13 места).

### Личная жизнь
С середины 1960-х до конца 1970-х гг. была замужем за шахматистом Т. Липским. Во время совместной жизни выступала под фамилией Липская. Также в ряде источников упомянута под двойной фамилией Ковальская-Липская.

## Изменения рейтинга
| Графики недоступны из-за технических проблем. См. информацию на Фабрикаторе и на mediawiki.org. |